# Honeybee
honeybee（ハニービー）とは株式会社アスガルドの人気声優を起用した癒し系のCDシリーズを企画・制作しているレーベルである。

株式会社アスガルド解散に伴い、2019年からは株式会社アリスマティックに譲渡されている。

## CDシリーズ
羊でおやすみシリーズ
安眠促進を目指して企画・制作されたCDシリーズ。美声声優陣が、多種多様なキャラクターを持つ「夢先案内人」となって羊を数えるという企画。現在、vol.1～10、番外編が発売されており特別編の発売も予定されている。
ミツバチ声薬
声を薬として視聴者の疲れた心をケアし、安眠を促進することを目指して企画・制作されたCDシリーズ。人気声優が「心の処方箋」となって傷心を癒すという企画である。
星座彼氏
旦那カタログ
MESSAGE 4U
| 発売日         | タイトル                                                                                     | 規格品番 |
| -------------- | -------------------------------------------------------------------------------------------- | -------- |
| 2009年08月28日 | 石田彰・下野紘『MESSAGE 4 Uシリーズ Vol.1 Happy Birthday to U』                              | HO-0089  |
| 2009年10月30日 | 鈴村健一 / 鳥海浩輔『MESSAGE 4 Uシリーズ vol.2 I'm sorry to U』                              | HO-0092  |
| 2010年01月29日 | セルジュ(CV:小野大輔)、パトリック(CV:寺島拓篤) 『MESSAGE 4Uシリーズ「vol.3 Thank U a lot」』 | HO-0096  |

その他
| 発売日         | タイトル                                                                                                 | 規格品番 |
| -------------- | --- | -------- |
| 2012年05月25日 | 吉野裕行『さみしんぼCD』                                                                                 | HO-0163  |
| 2012年06月29日 | 置鮎龍太郎『添い寝羊CD vol.1 『恭臣』』                                                                  | HO-0164  |
| 2012年08月31日 | 藤原啓治『添い寝羊CD vol.2 『優一』』                                                                    | HO-0165  |
| 2012年09月28日 | 遊佐浩二, 下野紘『ハートサプリメントシリーズvol.1 『涙時間』』                                           | HO-0178  |
| 2012年10月26日 | 阿部敦, 立花慎之介『ハートサプリメントシリーズvol.2 『お見舞い時間』』                                   | HO-0180  |
| 2012年10月26日 | 岸尾だいすけ『添い寝羊CD vol.3 『拓弥』』                                                                | HO-0166  |
| 2012年11月30日 | 岡本信彦『ハートサプリメントシリーズ『スキマタイム～Monday～』』                                         | HO-0183  |
| 2012年12月21日 | 中井和哉『ハートサプリメントシリーズ『スキマタイム～Tuesday～』』                                        | HO-0185  |
| 2012年12月21日 | 下野紘『添い寝羊CD vol.4 『要』』                                                                        | HO-0167  |
| 2013年01月25日 | 代永翼『ハートサプリメントシリーズ『スキマタイム～Wednesday～』』                                        | HO-0187  |
| 2013年02月22日 | 浪川大輔『ハートサプリメントシリーズ『スキマタイム～Thursday～』』                                       | HO-0189  |
| 2013年03月29日 | 森久保祥太郎『ハートサプリメントシリーズ『スキマタイム～Friday～』』                                     | HO-0191  |
| 2013年04月26日 | 鳥海浩輔『ハートサプリメントシリーズ『スキマタイム～Saturday～』』                                       | HO-0193  |
| 2013年05月31日 | 下野紘『ハートサプリメントシリーズ『スキマタイム～Sunday～』』                                           | HO-0195  |
| 2013年10月25日 | 羽多野渉, 櫻井孝宏, 岸尾だいすけ『ドラマCD 部活彼氏シリーズ「放課後colorful*step～Track club～」』       | HO-207   |
| 2013年11月29日 | 羽多野渉, 櫻井孝宏, 岸尾だいすけ『ドラマCD 部活彼氏シリーズ「放課後colorful*step～Basketball club～」』  | HO-208   |
| 2014年01月31日 | 石田彰&梶裕貴&森久保祥太郎『ドラマCD 部活彼氏シリーズ「放課後colorful*step～Wind music club～」』        | HO-0222  |
| 2014年02月28日 | 立花慎之介, 浪川大輔, 鈴村健一『ドラマCD 部活彼氏シリーズ「放課後colorful*step～Theatrical club～」』    | HO-0223  |
| 2014年03月07日 | KENN『Photograph Journey～in Nagasaki～』                                                                | HO-0210  |
| 2014年03月07日 | 木村良平『Photograph Journey～in Kagawa～』                                                              | HO-0211  |
| 2014年03月14日 | 野島健児『Photograph Journey～in Miyazaki～』                                                            | HO-0212  |
| 2014年03月20日 | 松岡禎丞『Photograph Journey～in Miyagi～』                                                              | HO-0213  |
| 2014年03月28日 | 日野聡『Photograph Journey～in Okinawa～』                                                               | HO-0214  |
| 2014年03月28日 | 津田健次郎『添い寝羊CD 番外編vol.1 『月彦』』                                                            | HO-0209  |
| 2014年03月28日 | 鳥海浩輔『添い寝羊CD 番外編vol.2 『武留』』                                                              | HO-0206  |
| 2014年04月04日 | 新垣樽助『Photograph Journey～in Aichi～』                                                               | HO-0215  |
| 2014年04月11日 | 立花慎之介『Photograph Journey～in Kyoto～』                                                             | HO-0216  |
| 2014年04月18日 | 宮田幸季『Photograph Journey～in Hiroshima～』                                                           | HO-0217  |
| 2014年04月25日 | 岡本信彦『Photograph Journey～in Kanagawa～』                                                            | HO-0218  |
| 2014年05月02日 | 小野賢章『Photograph Journey～in Niigata～』                                                             | HO-0219  |
| 2014年05月09日 | 羽多野渉『Photograph Journey～in Hokkaidou～』                                                           | HO-0220  |
| 2014年05月16日 | 柿原徹也『Photograph Journey～in Shizuoka～』                                                            | HO-0221  |
| 2014年05月30日 | 下野紘『あやかしごはん もぐもぐCDシリーズvol.1『謡くんとチキン南蛮もぐもぐCD』』                         | HO-0224  |
| 2014年05月30日 | 梶裕貴『あやかしごはん もぐもぐCDシリーズvol.2『詠くんと肉じゃがもぐもぐCD』』                           | HO-0225  |
| 2014年06月27日 | 水島大宙『あやかしごはん もぐもぐCDシリーズvol.3『萩之介くんとお弁当もぐもぐCD』』                       | HO-0226  |
| 2014年06月27日 | 興津和幸『あやかしごはん もぐもぐCDシリーズvol.4『真夏さんと朝ごはんもぐもぐCD』』                       | HO-0227  |
| 2014年07月25日 | 杉山紀彰『あやかしごはん もぐもぐCDシリーズvol.5『蘇芳くんとシフォンケーキもぐもぐCD』』                 | HO-0228  |
| 2014年07月25日 | 石田彰『あやかしごはん もぐもぐCDシリーズvol.6『浅葱くんとシチューもぐもぐCD』』                         | HO-0229  |
| 2014年08月29日 | 緑川光,村瀬歩『あやかしごはん もぐもぐCDシリーズvol.7『吟さんと綴くんとハンバーグもぐもぐCD』』          | HO-0230  |
| 2014年09月26日 | あやかしごはん 音楽集                                                                                    | HO-0272  |
| 2014年10月31日 | 江口拓也, 木村良平, 鳥海浩輔, 広瀬裕也『DYNAMIC CHORD vocalCDシリーズvol.1 [reve parfait]』              | HO-0239  |
| 2014年10月31日 | 寺島拓篤, 岡本信彦, 柿原徹也, 斉藤壮馬『DYNAMIC CHORD vocalCDシリーズvol.2 Liar-S』                      | HO-0240  |
| 2014年10月31日 | 森久保祥太郎, 立花慎之介, 石川界人, 八代拓『DYNAMIC CHORD vocalCDシリーズvol.3 KYOHSO』                  | HO-0241  |
| 2014年10月31日 | 諏訪部順一『死神彼氏シリーズ 死神デートCD vol.1 『Re:BIRTHDAY SONG～ナミ～』』                           | HO-0260  |
| 2014年10月31日 | 近藤孝行『死神彼氏シリーズ 死神デートCD vol.2 『Re:BIRTHDAY SONG～シュン～』』                           | HO-0261  |
| 2014年11月28日 | 松岡禎丞『死神彼氏シリーズ 死神デートCD vol.3 『Re:BIRTHDAY SONG～アメ～』』                             | HO-0262  |
| 2014年11月28日 | 前野智昭『死神彼氏シリーズ 死神デートCD vol.4 『Re:BIRTHDAY SONG～ヨル～』』                             | HO-0263  |
| 2014年11月28日 | 近藤隆『添い寝羊CD 特別編 『文哉』』                                                                     | HO-0273  |
| 2014年11月28日 | 結月そら『あやかしごはん 歌曲集』                                                                        | HO-0274  |
| 2014年12月19日 | 福山潤『死神彼氏シリーズ 死神デートCD vol.5 『Re:BIRTHDAY SONG～カイリ～』』                             | HO-023   |
| 2015年01月30日 | 日野聡『死神彼氏シリーズ 死神デートCD vol.6 『Un:BIRTHDAY SONG～ゼン～』』                               | HO-0265  |
| 2015年01月30日 | 立花慎之介『死神彼氏シリーズ 死神デートCD vol.7 『Un:BIRTHDAY SONG～リッカ～』』                         | HO-0266  |
| 2015年01月30日 | 江口拓也『DYNAMIC CHORD love U kiss series vol.1 ～King～』                                              | HO-0275  |
| 2015年01月30日 | 木村良平『DYNAMIC CHORD love U kiss series vol.2 ～Bishop～』                                            | HO-0276  |
| 2015年01月30日 | 鳥海浩輔『DYNAMIC CHORD love U kiss series vol.3 ～Rook～』                                              | HO-0277  |
| 2015年02月27日 | KENN『死神彼氏シリーズ 死神デートCD vol.8 『Un:BIRTHDAY SONG～静流～』』                                 | HO-0267  |
| 2015年04月24日 | 寺島拓篤『DYNAMIC CHORD love U kiss series vol.4 ～檜山朔良～』                                          | HO-0278  |
| 2015年04月24日 | 岡本信彦『DYNAMIC CHORD love U kiss series vol.5 ～珠洲乃千哉～』                                        | HO-0279  |
| 2015年04月24日 | 柿原徹也『DYNAMIC CHORD love U kiss series vol.6 ～結崎芹～』                                            | HO-0280  |
| 2015年05月27日 | [rêve parfait](江口拓也, 木村良平, 鳥海浩輔, 広瀬裕也)『JUDGEMENT/Snow-White』                           | HO-0284  |
| 2015年05月27日 | 蒼井翔太, 中島ヨシキ, 梅原裕一郎, 櫻井孝宏『DYNAMIC CHORD vocalCDシリーズvol.4 apple-polisher』          | HO-0285  |
| 2015年07月31日 | 森久保祥太郎『DYNAMIC CHORD love U kiss series vol.7 ～YORITO～』                                        | HO-0281  |
| 2015年07月31日 | 立花慎之介『DYNAMIC CHORD love U kiss series vol.8 ～TOKIHARU～』                                        | HO-0282  |
| 2015年07月31日 | 石川界人『DYNAMIC CHORD love U kiss series vol.9 ～YUU～』                                               | HO-0283  |
| 2015年08月26日 | Liar-S(寺島拓篤, 岡本信彦, 柿原徹也, 斉藤壮馬)『グッバイ サブウェイ/STELLA』                             | HO-0286  |
| 2015年10月28日 | KYOHSO(森久保祥太郎, 立花慎之介, 石川界人, 八代拓)『Roots of Life/precog』                               | HO-0287  |
| 2015年11月25日 | 蒼井翔太, 櫻井孝宏, 中島ヨシキ, 梅原裕一郎『DYNAMIC CHORD documentaryCD feat.apple-polisher』            | HO-0299  |
| 2015年12月25日 | Rabbit Clan(江口拓也, 鳥海浩輔, 石川界人, 柿原徹也)『DYNAMIC CHORD shuffle CD series vol.1 Rabbit Clan』 | HO-0288  |
| 2015年12月25日 | KICKS(寺島拓篤, 岡本信彦, 木村良平, 八代拓)『DYNAMIC CHORD shuffleCD series vol.2 KICKS』                | HO-0289  |
| 2015年12月25日 | TAMELILY(森久保祥太郎, 立花慎之介, 斉藤壮馬, 広瀬裕也)『DYNAMIC CHORD shuffleCD series vol.3 TAMELILY』  | HO-0290  |
| 2016年4月29日  | 小野友樹, 寺島拓篤『チアボーイ! vol.1』                                                                  | HO-0314  |
| 2016年5月27日  | 寺島拓篤, 梶裕貴『チアボーイ! vol.2』                                                                    | HO-0315  |
| 2016年6月24日  | 梶裕貴, 日野聡『チアボーイ! vol.3』                                                                      | HO-0316  |
| 2016年7月29日  | 日野聡, 立花慎之介『チアボーイ! vol.4』                                                                  | HO-0317  |
| 2016年8月26日  | 立花慎之介, 小野友樹『チアボーイ! vol.5』                                                                | HO-0318  |

## ゲーム
Starry☆Sky
青春はじめました!（honeybee+名義）
Photograph Journey（電撃Girl's Styleのコラボ企画）
放課後colorful＊step
あやかしごはん
死神彼氏
DYNAMIC CHORD（honeybee black名義）
Blackish House sideA→（honeybee black名義）
Blackish House ←sideZ（honeybee black名義）